# L'Affaire Dreyfus (film, 1958)
Pour les articles homonymes, voir L'Affaire Dreyfus.
Pour plus de détails, voir Fiche technique et Distribution.
L'Affaire Dreyfus (titre original : I Accuse!) est un film américano-britannique réalisé par José Ferrer, tourné en 1957 et sorti en 1958.

## Synopsis
Accusé à tort d'espionnage, le capitaine Alfred Dreyfus est dégradé et condamné à la déportation à vie.

## Fiche technique
- Titre : L'Affaire Dreyfuss
- Titre original : I accuse!
- Réalisation : José Ferrer
- Scénario : Gore Vidal, d'après Nicholas Halasz
- Photographie : Freddie Young (crédité F.A. Young)
- Montage : Frank Clarke
- Musique : William Alwyn
- Direction artistique : Elliot Scott
- Costumes : Elizabeth Haffenden
- Producteur : Sam Zimbalist
- Société de production : Metro-Goldwyn-Mayer British Studios
- Société de distribution : Metro-Goldwyn-Mayer
- Pays d'origine :  Royaume-Uni |  États-Unis
- Langue : Anglais
- Métrage : 2 715 mètres (10 bobines)
- Genre : Film dramatique, Film biographique, Film historique
- Format : Noir et blanc — 35 mm — 2,35:1 CinemaScope — Son : Mono (Westrex Recording System)
- Durée : 99 minutes
- Dates de sortie :
  -  États-Unis : 5 mars 1958 (New York)
  -  Australie : 6 mars 1958 (New York)
  -  Belgique : 14 novembre 1958 (New York)
  -  Royaume-Uni : 15 février 1959
  -  France : janvier 1960

## Distribution
- José Ferrer : Alfred Dreyfus
- Anton Walbrook : le comte Charles Walsin Esterhazy
- Viveca Lindfors : Lucie Dreyfus
- Leo Genn : Picquart
- Emlyn Williams : Émile Zola
- Donald Wolfit : le général Mercier
- David Farrar : Mathieu Dreyfus
- Herbert Lom : Du Paty de Clam
- Harry Andrews : le commandant Henry
- Felix Aylmer : Edgar Demange
- Peter Illing : Georges Clemenceau
- Carl Jaffe : le colonel von Schwarztkoppen
- Ronald Howard : le capitaine Avril